# Hôtel de Spangen

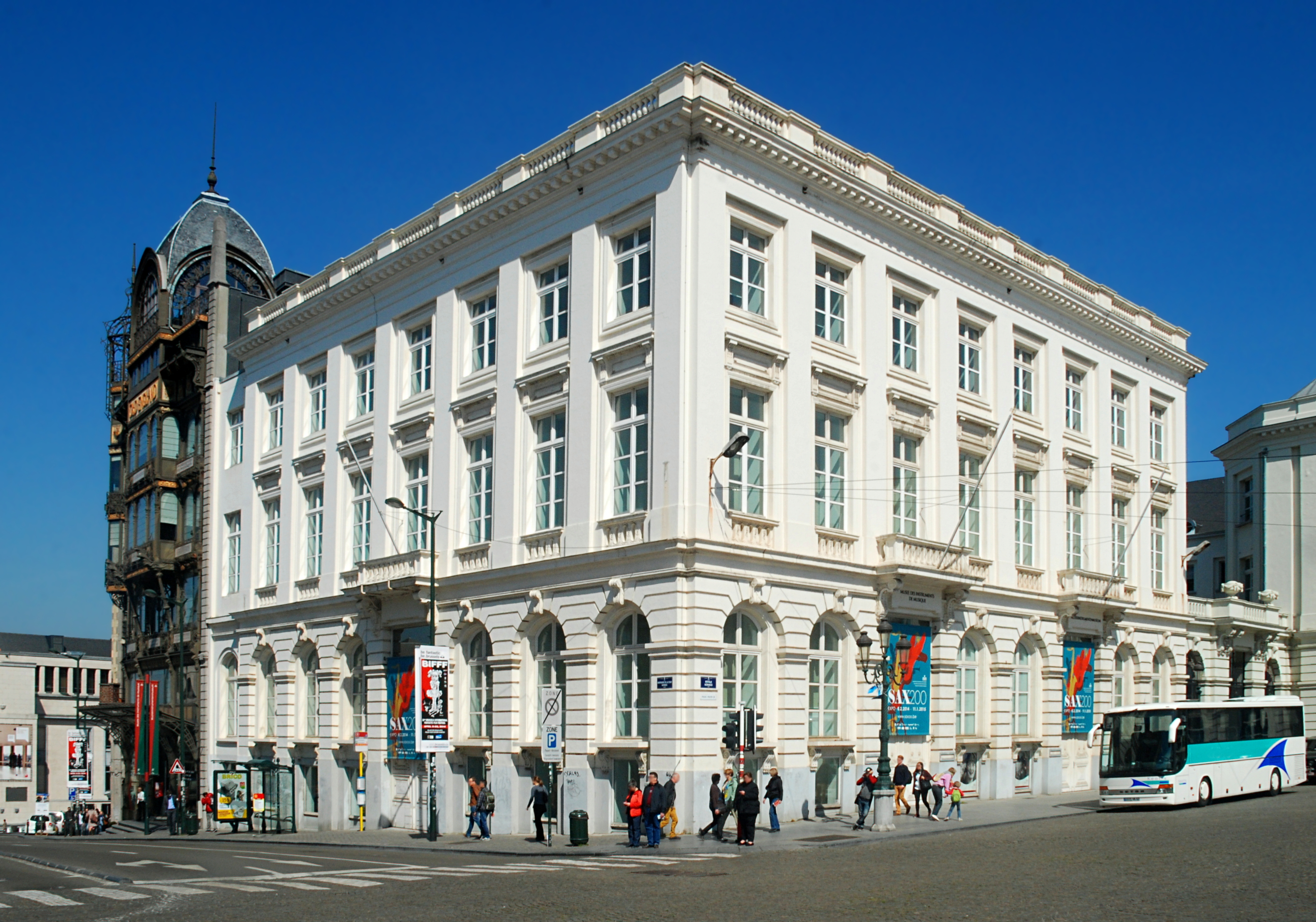
Het Hôtel de Spangen

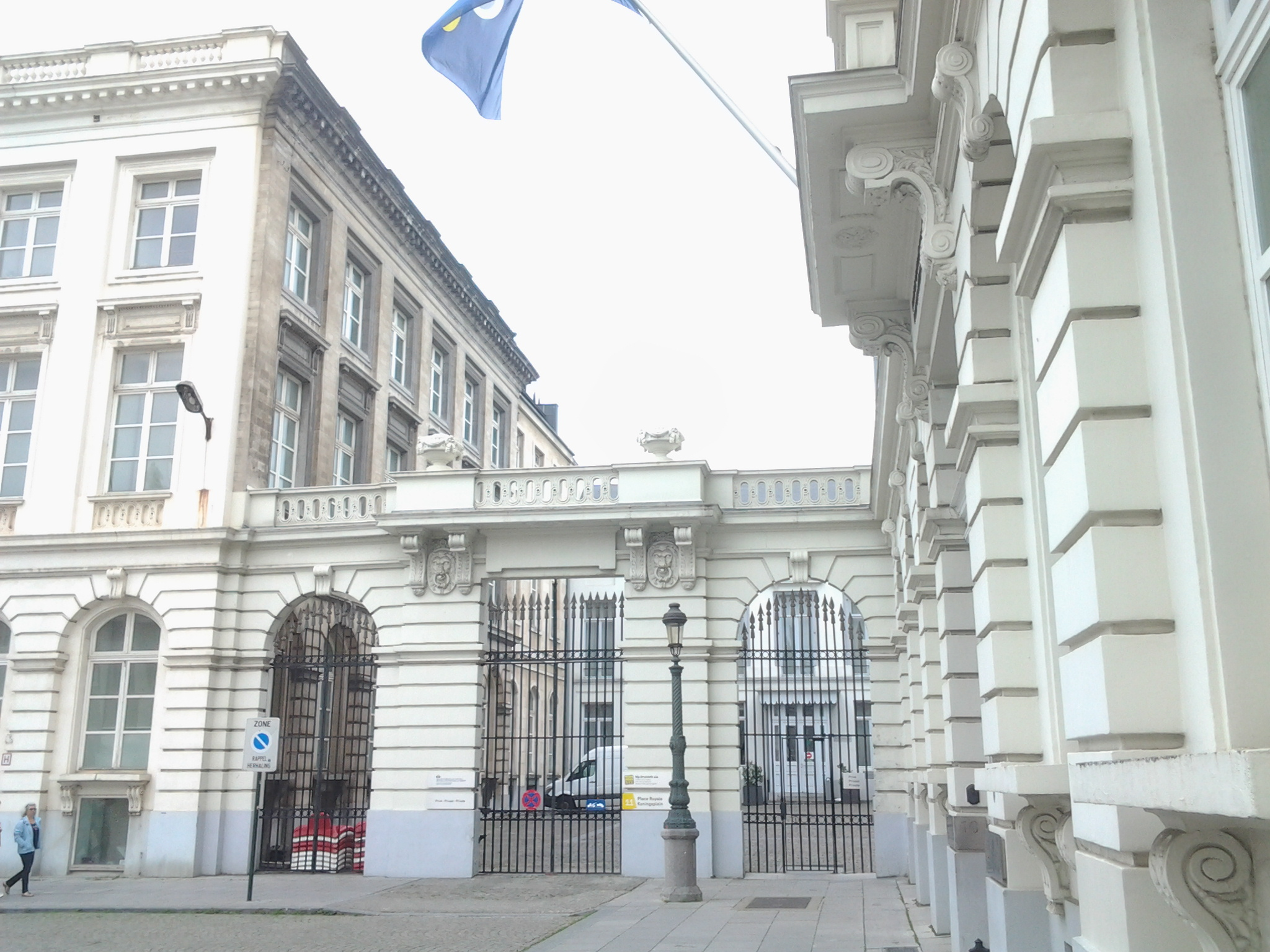
De portiek tussen het Hôtel de Spangen en het Hôtel de Grimbergen

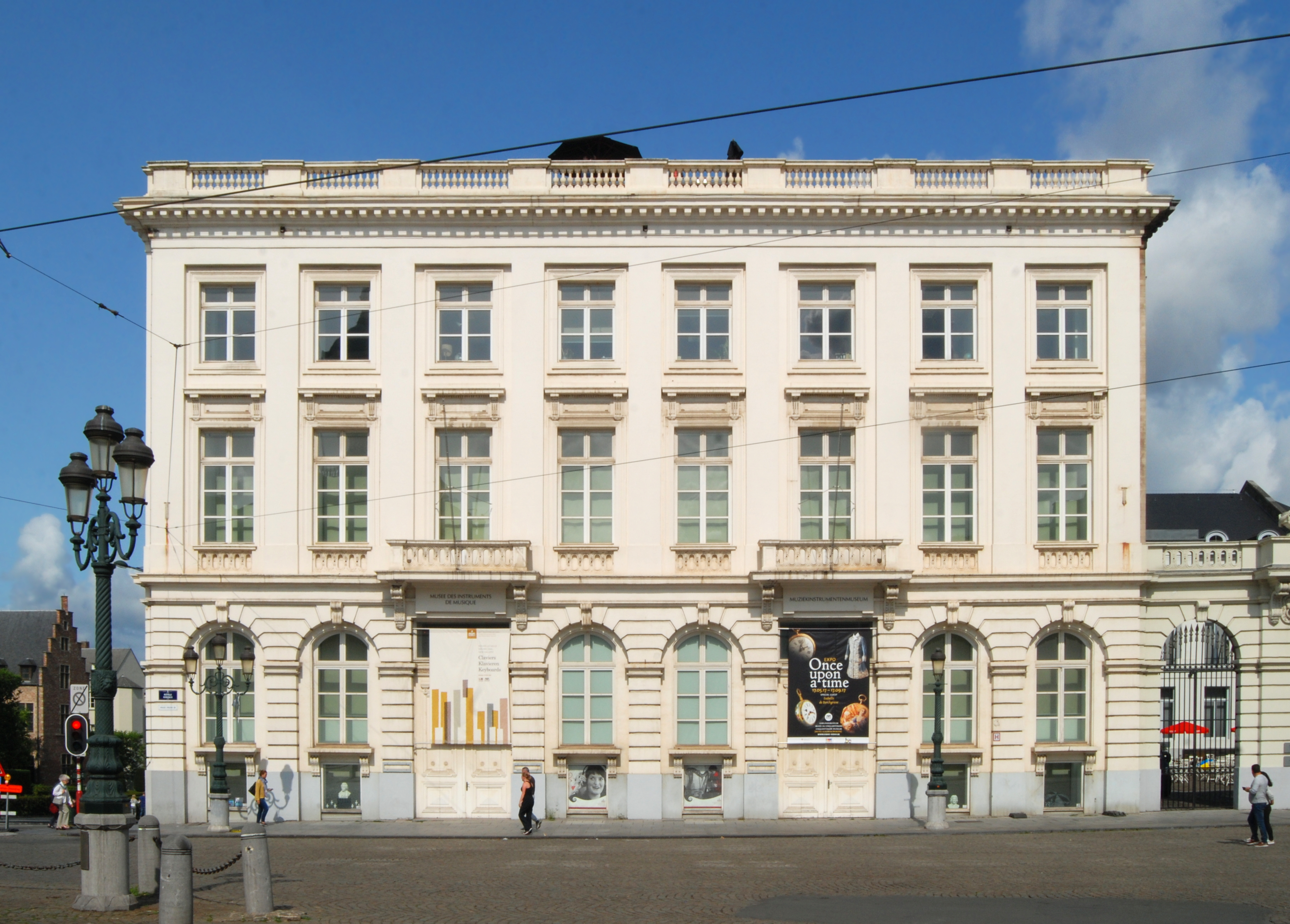
De voorgevel aan het Koningsplein

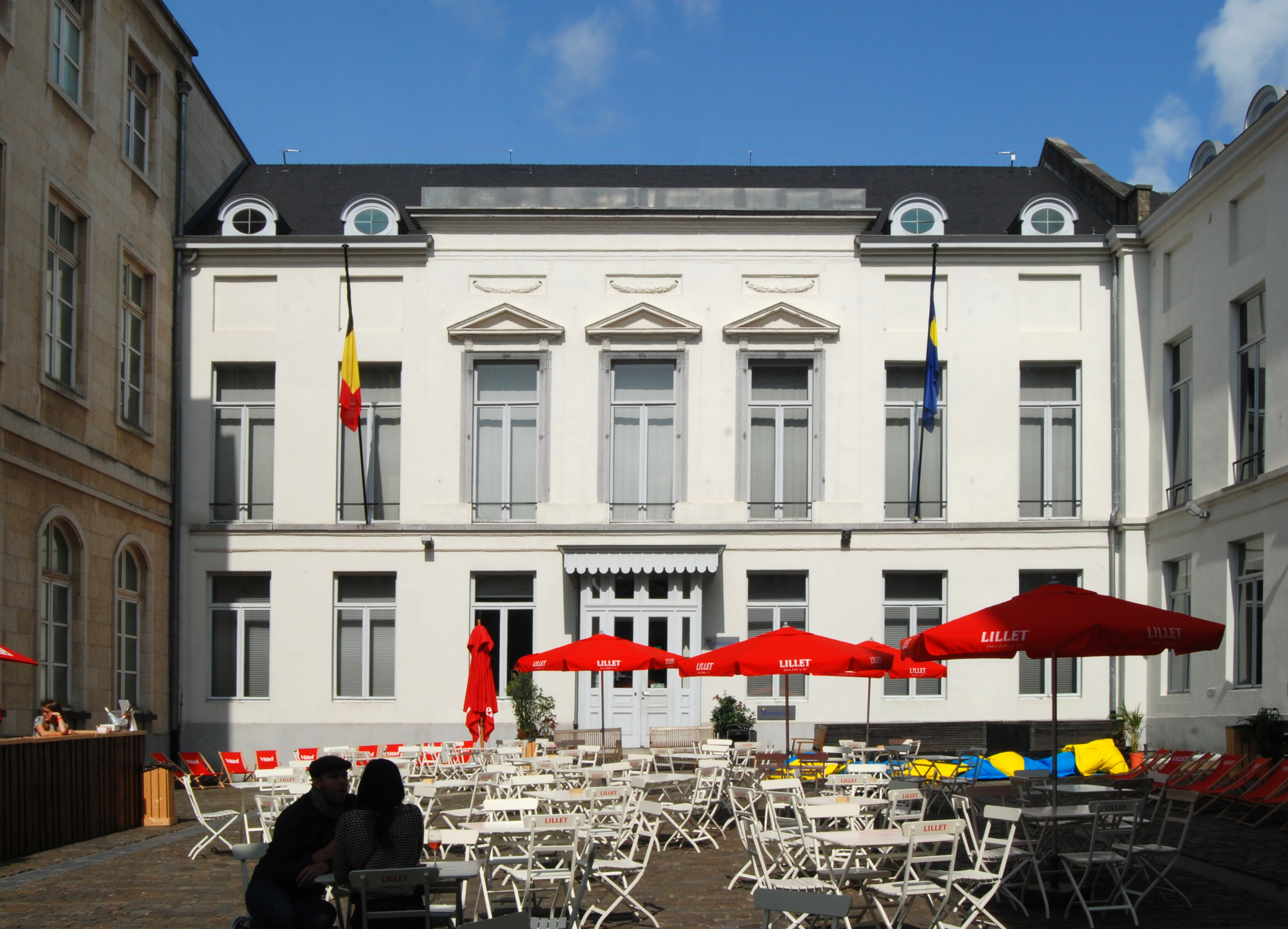
De noordvleugel van het pand

Het Hôtel de Spangen is een neoklassiek gebouw aan het Koningsplein in de Koninklijke Wijk in de Belgische stad Brussel. Het pand huisvest sinds 2000 een gedeelte van het Muziekinstrumentenmuseum.
Het gebouw ligt aan het Koningsplein 11-14 en de Villa Hermosastraat 5. Ten oosten staat het Hôtel de Grimbergen, de zetel van de Brusselse Hoofdstedelijke Regering. Aan de overzijde van de Hofbergstraat bevindt zich het Hôtel du Lotto dat het Musée Magritte Museum huisvest. Aan de overzijde van het Koningsplein liggen onder meer het Hôtel de Coudenberg en de Sint-Jacob-op-Koudenbergkerk. Langs het pand werd het art-nouveaugebouw Old England gebouwd. Ten westen ligt de Kunstberg.

## Geschiedenis
In 1731 verwoestte een grote brand het Paleis op de Koudenberg. De Oostenrijkse autoriteiten wilden op de locatie van het voormalige paleis een monumentaal plein bouwen, geïnspireerd op het Place Stanislas in Nancy in Nancy (1755) en het Place Royale in Reims (1759). Het project werd in 1774 goedgekeurd door keizerin Maria Theresia van Oostenrijk. In 1776 evolueerde het project naar een monumentaal stadsplan met acht paviljoens. Dit werd toevertrouwd aan de Franse architecten Jean-Benoît-Vincent Barré, die het basisontwerp bedacht, en Barnabé Guimard, die verantwoordelijk was voor de gedetailleerde plannen.
Op 30 november 1774 werd een deel van het voormalige Hof van Hoogstraten, ooit eigendom van graaf Antoon van Lalaing, door Marie-Louise van Hesse-Rheinfels-Rothenbourg, weduwe van prins Maximiliaan van Salm-Salm, hertog van Hoogstraten, aan de stad Brussel overgedragen. Ze verkoopt het op 3 januari 1776 voor een bedrag van 38.000 florijnen aan Corneille-Juste-Philibert-Philippe, graaf van Spangen, baron van Herent. Hij kwam uit een familie die al generaties lang in dienst van de Habsburgers was en was kamerheer aan het keizerlijke hof in Wenen. Hij liet het gedeeltelijk slopen om in 1776-1777 het Hôtel de Spangen te bouwen. Kort daarop bouwde de graaf van Spangen ten noorden van het hotel een binnenplaats met bijgebouwen, een noordelijke vleugel met de nummers 11 en 12 aan het Koningsplein. Bij zijn overlijden in 1817 ging het eigendom over naar de verwante familie Van der Linden d'Hooghvorst. De gebouwen werden vervolgens gekocht en in bezit genomen vanaf januari 1821 door Willem, Prins van Oranje, tot ze in in oktober 1830 in beslag werden genomen. In 1842 werden ze terug aan de Belgische regering gegeven.
Het Hôtel de Spangen, gelegen op nummers 13 en 14 aan de Koningsplein, kende vanaf de 19e eeuw verschillende eigenaars en bestemmingen. Het gebouw werd in verschillende percelen opgedeeld die in 1913 opnieuw werden samengevoegd door Old England. Door deze werkzaamheden gingen het interieur en de decoraties van het Hôtel de Spangen verloren en werden slechts de oorspronkelijke gevels behouden. Sinds 1979 is het perceel in handen van de Belgische Staat:
- 19e eeuw: het Hôtel Britannique dat in 1850 het Hôtel de la Grande Bretagne werd en nog steeds bestond in 1866, uitgebaat door Duhent,
- Tot 1911: de Taverne de la Régence of Taverne Strobbe, waar vaak culturele en wetenschappelijke bijeenkomsten werden georganiseerd,
- 1886: het warenhuis Old England, in 1898-1899 uitgebreid met een door Paul Saintenoy ontworpen Art Nouveaugebouw,
- 1974: de tapijthandel Rêve d'Orient,
- 1979: aankoop door de Belgische Staat met als doel er het Muziekinstrumentenmuseum te vestigen, dat in 2000 voor het publiek werd geopend.

Het gebouw dat de achterzijde van de binnenplaats begrenst, gelegen op de nummers 11 en 12 aan het Koningsplein, gebouwd door de graaf van Spangen kort na 1777 en waarvan het toegangshek is opgenomen in het portiek dat het Hôtel de Spangen met het Hôtel de Grimbergen, kwam in handen van de Belgische staat en kende ook verschillende bestemmingen:
- 1821: residentie van Willem, Prins van Oranje
- 1835: zetel van het Hoog Krijgshof,
- 1844: Ministerie van Openbare Werken,
- 1884: Ministerie van Spoorwegen,
- 1897: Rekenhof (later verhuisd naar het eveneens aan het Koningsplein gelegen Paleis van de graaf van Vlaanderen),
- 1989: Ministerie van het Brussels Gewest,
- 2008: bijgebouw van het toeristische informatiecentrum BIP, gevestigd in het aangrenzende Hôtel de Grimbergen.